# League of Legends
『リーグ・オブ・レジェンド』（League of Legends、略称: LoL（ロル））は、ライアットゲームズが開発した基本プレイ無料のマルチプレイヤーオンラインバトルアリーナゲーム（MOBA）。対応プラットフォームは、Microsoft Windows、macOS。
2012年には、世界で最もプレイされたゲームソフトとなった。2013年にはアメリカでプロスポーツ選手用のビザが認定されるなど、プロゲーマーが競い合うeスポーツの種目としても注目を集めている。
日本サーバーのオープンベータテストは2016年3月1日に開始され、1年後の2017年3月1日より正式版のサービスが開始された。

## 概要
リーグ・オブ・レジェンドは5対5のチームバトルである。各プレイヤーは、試合開始前に選択した「チャンピオン」と呼ばれるキャラクターを操作し、お互いの陣地に設置された「ネクサス」の破壊を目指す。2025年7月時点で、実装されているチャンピオンの数は170を超え、現在でも定期的に追加されている。
ネクサスを破壊するために、ネクサスを守る為にレーンと呼ばれた道に沿って配置されている「タワー」を破壊しながら進軍することになる。タワーは近くに来たチャンピオンに非常に強力な攻撃をすることで、敵の本拠地を守っている。タワーを破壊するためには「ミニオン」と呼ばれるネクサスから定期的に発生するNPCを楯にして塔に攻撃をする必要がある。また、ミニオンや敵チャンピオンを倒すことによって、チャンピオンを強化することができる経験値やゴールドを入手することができる。最終的にゲームに勝利するためには、効率的にミニオンを倒す、強襲して敵チャンピオンを倒すなどして自チームのチャンピオンを強化していくことが重要となる。

## ゲームモード

### チュートリアル
リーグ・オブ・レジェンドの基本的なルールや操作方法を習得するためのモード。

### ノーマル
5対5によるプレイヤー同士の対戦を行なうモード。対戦相手およびチームメイトはレートにより自動的に選定される。このモードによる戦績はマッチングヒストリーに表示されるが、マッチングの指標となるレートは見ることができず、他のプレイヤーからもどの程度の実力のプレイヤーであるかはわからない。
このモードでは、ブラインドピックと呼ばれるお互いのチームでどのチャンピオンを選択しているかゲーム開始までわからないルールと、ドラフトピックと呼ばれるお互いにバンチャンピオン(使用禁止チャンピオン)、使用するチャンピオンを交互に選択していくルールの2通りがある。日本サーバーでは現在ブラインドピックしか利用できない。
2025年4月2日、Riot Gamesはパッチ25.07を公開し「クイックプレイが廃止され、スイフトプレイ、ノーマル（ドラフト）が新たに導入。ノーマル（ドラフト）はオンラインのプレイヤーが最も多い時間帯（17〜3時）のみ利用できる。」という内容であったが、日本国内でスイフトプレイの仕様や時間帯の制限に対する批判が殺到した為、2025年4月3日に再度「「スイフトプレイ、クイックプレイ、ノーマル（ドラフト）キューのアップデート」への多くの批判を受け、ノーマルドラフトの利用可能時間を拡大する」と発表した。これにより、現在はノーマル（ドラフト）キューが常時利用可能となっている。

### ランク
5対5によるプレイヤー同士の対戦を行なうモード。このモードをプレイすることにより、実力に応じたリーグと呼ばれるグループに所属することになる。リーグ内で勝利を重ねることによりリーグポイントを獲得、リーグポイントが一定以上の値になると昇段戦に挑戦でき、そこで勝利することでさらに上位のリーグに所属することになる。
各プレイヤーの所属しているリーグは他のプレイヤーにもわかるように表示される。また、5人でランクチームを結成することもでき、チームによるリーグも管理される。ランクにおけるリーグはRiot Gamesの公式サイト上にてラダーランクとして常時表示されている。また、ラダーランクの上位チームはRiotの主催する世界大会に参加する権利を得ることができる。
このモードでのチャンピオン選択ルールはドラフトピックのみである。

### ランダムミッド
ランダムミッドとは無作為総力戦。両チーム5対5の全メンバーが使用するチャンピオンが、利用可能なチャンピオンからランダムに決められる。マップのレーンは 1つだけで、全プレイヤーが真っ向からぶつかり合う。展開の速い、チームの総力戦を特徴としたゲームモード。

### AI戦
5対5によるAIの操るチャンピオンとプレイヤーチームとの対戦を行なうモード。このモードの戦績はレートには影響しない。このモードでのチャンピオン選択ルールはブラインドピックのみである。入門者、初級者、中級者の三つの難易度がある。経験値はもらえるが、チャンピオンのマスタリーポイントは貯まらない。

### カスタム
プレイヤーが自由にルールを設定してプレイすることができるモード。新チャンピオンの練習や、特殊なルールでのプレイを行うために利用されることが多い。観戦もできる。

## マップの種類

マップの例

### サモナーズリフト
5対5で対戦するためのマップであり、リーグ・オブ・レジェンドにおける最も標準的なマップである。正方形のマップの左下と右上に各チームのネクサスが配置され、左辺から上辺、中央、下辺から右辺を通るような3つのレーンに塔が各3本ずつ配置されている。また、レーンとレーンの間のジャングルと呼ばれるエリアには中立モンスターが存在しており、モンスターを倒すことによって経験値やお金を獲得できる。また、上下それぞれの自陣側と敵側のジャングルの間には川(リバー)が流れており、上側の味方ジャングルと敵ジャングルの間には「バロンピット」、下側には「ドレイクピット」という大きな窪みはあり、ここには時間経過で様々な強力な中立モンスター(エピックモンスター)が出現する。エピックモンスターはチーム全体にゴールドや様々なバフを与えるので、倒すことが非常に重要になる。

### ツイステッドツリーライン（リムーブ）
3対3で対戦するためのマップである。このマップでは、左右にネクサスが配置され、レーンは上下の2つになっている。サモナーズリフトとは種別は異なるが、中立のモンスターが存在している。また、アルターと呼ばれるポイントが2つあり、これを占領することによってチーム全体に強化を得ることができる。

### クリスタルスカー（リムーブ）
5対5で対戦するためのマップである。このマップはドミニオンと呼ばれるゲームルールでのみプレイ可能である。ネクサスに直接攻撃することはできず、マップ内に点在する5つの塔を相手チームよりも多く占領することで相手チームのネクサスにダメージが与えられる。中立モンスターは存在しない。マップ中央にはシールと呼ばれるポイントがあり、これを占領することによって一時的にチャンピオンを強化することができる。2016/2に終了した。
終了に伴い、ノーマルモードで通算100勝するとアイコンがもらえた。

### ハウリングアビス
5対5で対戦するためのマップである。このマップはランダムミッドと呼ばれるゲームルールでのみプレイ可能である。各チームのネクサスが左下と右上に配置されているのはサモナーズリフトと同様だが、レーンが中央の1本しかなく、必然的にお互いのチームが常に総力戦でぶつかり合うことになる。レーンの途中には定期的にHP、マナを回復させるアイテムが発生するポイントがある。中立モンスターや占領可能なポイントなどは存在しない。

## ゲームプレイ(主にサモナーズリフトでのプレイ)

### チャンピオンの強化
各チャンピオンは基本的に1つのパッシブスキル(P)と4つのスキル(初期キーバインドからそれぞれQ,W,E,Rと呼称される)を持っており、P以外のスキルはそれぞれの文字に対応するキーを押すことで発動できる(ただ、Q,W,E,Rのいずれかがパッシブであったり、スキルの発動後にもう一度発動することで違う効果を発動するチャンピオンも存在する。)ミニオンや中立モンスター、敵チャンピオンを倒してレベルアップするごとにスキルの開放や強化をすることができる。Rはアルティメットと呼ばれており、非常に強力なものであることが多い。また、獲得したお金を使用することでチャンピオンを強化するアイテムを購入することができる。アイテムには非常に多くの種類があり、同じチャンピオンであっても様々な性能を発揮することができる。スキルの強化順やアイテム購入の流れなどはビルドと呼ばれ、敵や味方のチーム構成などに応じて臨機応変に変更していくことが重要である。

### ロール

#### それぞれの役割
基本的なプレイでは5人のプレイヤーはそれぞれTop(トップ)、JG(ジャングル、あるいはジャングラー)、Mid(ミッド)、Bot(ボット)、Supp(サポート)と呼称され、それぞれのロール(役割)を担当する。Top、Mid、Botの呼称はマップの上側、マップの中央、マップの下側に位置するというレーンに由来し、JGとSuppはロールに由来するが、Botに関してはロールに由来するADC(アタック・ダメージ・キャリー。古典的Botレーナーであり、AAによる物理ダメージを基本とする)やAPC(アビリティ・パワー・キャリー。AAではなくスキルによる魔法ダメージを基本とする)と呼ばれることもある。
JGはレーンの間にあるジャングルで中立モンスターを倒し、レーンへの介入(ガンク)により敵のレーナーへの攻撃や味方のレーナーへの支援を行なったり、ドレイクを始めとするオブジェクトへのショットコール（司令）を担当する。
Suppは最初期には味方Bot(ADC、またはAPC)のレーニングの補助を行なう。相方であるBotの利益とチームの利益を天秤に掛け、敵チャンピオンの動きを把握することができる「ワード」を必要な場所に置いたり除去したりする(ワーディング)役割もある。また、時間的余裕やチーム戦略に応じ、JGに準じた行動を行なうこともあり、自由度の高さから第二のJGと呼ばれることもある。
JG以外による、支援が必要なレーンへの移動・強襲をロームと呼び、SuppやMidで顕著ではあるが、使用しているチャンピオンによって比重は異なり、またTopやBotにより行なわれることもある。全く行なわれずレーニングに集中するゲームもあれば、マップ全体を用いて敵味方が入り乱れることもある。

#### 使用されるチャンピオン
TOPでは、レーンの距離が長く、また、Botと異なりプレイヤーが少数であることから、比較的HPが高く、バランスがとれた継続的な戦闘能力が高いチャンピオンが使われる。JGでは、敵にガンクを仕掛ける関係上、行動妨害(CC)スキルを持っているチャンピオンが使われる。MIDではレーンの距離が短く、またJGからのガンクに対応するため、魔法ダメージ主体で遠距離で攻撃ができるチャンピオンが使われる。Botでは下側の川にエピック中立モンスター継続的に高いダメージが出せるチャンピオンがチームの中で必要なため、「マークスマン」という種類の高DPSのチャンピオンが使われる(ADC、アタック・ダメージ・キャリーと呼称されることもある)。
Suppは最も多様性のあるロールで、チームのチャンピオンを回復したり強化する「サポート」や、高い耐久力を活かしつつ敵を拘束する「タンク」など、味方を支援するようなチャンピオンを基本としつつ、むしろ1人でBotを倒しきってしまうような「アサシン」という種類の高バーストチャンピオンが使われることもある。
なお、上記ロールに対し有利となるチャンピオン、カウンターと呼ばれるキャラクターが用いられることも多い。例としては、Topで多いタンクに対するカウンターであるファイター、そして多くのファイターに対するカウンターであるマークスマンやメイジ、それらに対するアサシン、アサシンに強いタンク……といった具合であり、チームバランスを考慮しない場合、レーニングに限定すれば後手有利となっている。

### 試合の流れ

#### ゲーム序盤
ゲーム序盤では、JGとSupp以外は各レーンで敵チャンピオンとミニオンをはさんで対峙することになる。ミニオンに止めを刺し経験値とゴールドを獲得し相手チャンピオンに攻撃するという「レーン戦」または「レーニング」と呼ばれる戦いをする。JGは、中立モンスターを倒すことで、ゴールドと経験値を獲得し、エピックモンスターを倒してチームの有利を作るためにガンクや相手のジャングルに入り、相手のチャンピオンの強化を妨害するなど、エピックモンスターを巡って駆け引きを行う。
ロームと呼ばれる別レーンへの関与が行なわれるのもこのフェイズで、TopであればMidに、BotであればMidに、そしてMidであればTopとBotに関与しやすい。やや例外的であるが、意表を突くためかSuppによるBotから正反対に位置するTopローム、またはガンクが行なわれることもある。

#### ゲーム中盤～終盤
ここでは集団戦が多く発生し、ここではより強いエピックモンスターである「バロンナッシャー」やドラゴンを4体倒すことで手に入る「ドラゴンソウル」、さらにドラゴンソウル獲得後に時間経過で出現する「エルダードラゴン」などを巡って集団戦を行う。そして、敵のネクサスを破壊するというのが一般的な流れとなる。
TopレーナーがBot、BotレーナーがMid、MidレーナーがTopとそれぞれスワップする展開が典型的だが、このように各レーナーの呼称と実際の担当するレーンが一致しないことが多く、また各プレイヤーの用いるチャンピオンやチーム戦略、マッチアップにより担当するレーンは変動する。

#### プロリーグでの戦術
プロリーグではかなり戦術が異なり、レーナーが担当するレーンを入れ替える「スワップ」や序盤での集団戦など、通常の試合では見られない戦術が多く見られる。
また、上記は全て「EUスタイル」と呼ばれる最もポピュラーなポジションに対する説明であり、たとえば「ファンネリング」と呼ばれるようなEUスタイルの外にあるポジションが取られることもある。

## ゲーム内通貨
プレイヤーはゲームをプレイする、あるいは現金で購入することによりゲーム内で使用できる通貨を獲得することができる。
経験値 (XP) は、プレイヤーのサモナーレベルを上昇させるために必要なポイントである。サモナーレベルが上昇することにより、プレイヤーが操作するチャンピオンを強化するルーンを装備できる数、およびチャンピオンの種類によらず使用することができるサモナースペルの種類が増える、などのメリットがある。
ブルーエッセンス (BE) は、使用できるチャンピオンの追加、スキンのクロマの購入などに使用されるポイントである。1日に1回、ゲームに勝利することで本日の初勝利ボーナスを獲得できる。また、定期的にブルーエッセンスストアという過去にRPで販売されていたものをブルーエッセンスで購入することができるものが開催される。
ライアットポイント (RP) は、BEと同様にチャンピオンの購入に加え、チャンピオンの見た目を変更する、一時的に獲得できるXP、BEを増加させる、などの効果を得ることができる。RPは特別なボーナスを除いて携帯払いやウェブマネー、クレジットカードやペイパルなどで購入することができる。

## eスポーツ
『リーグ・オブ・レジェンド』は、eスポーツを代表する競技タイトルとされている。2020年7月現在、12の地域リーグがライアットゲームズによって運営されており、800人以上のプロゲーマーが参加している。シーズン中には3つの国際大会が開催され、毎年秋に開催されるLeague of Legends World Championship（Worlds）では、200万ドルを超える賞金総額とサモナーズカップをかけて争う。その他の定期開催されている国際大会として、First Stand TournamentとMid-Season Invitational（MSI）がある。
2025年現在、ティア1リーグとして以下の地域リーグがある。
- アメリカ州：League of Legends Championship of The Americas（LTA）
- EMEA：League of Legends EMEA Championship (LEC)
- 韓国：League of Legends Champions Korea (LCK)
- 中国：League of Legends Pro League (LPL)
- アジア太平洋：League of Legends Championship Pacific（LCP）

### トラブル
『リーグ・オブ・レジェンド』の大会では規定違反はたびたび発生している。
2016年2月13日、『League of Legends Japan League』（以下：LJL）の下位リーグ大会『LJL Challenger Series』（以下：LJL:CS）の予選（Round1）に参加したチームの一つであるKINGDOMのゼネラルマネージャー・児玉信城がブログの記事の中で「2月5日にDFGが替え玉を用いている疑惑について運営に調査依頼をしたが、最終的には納得のいく調査結果が得られなかった」と述べる形で、大会内で不正があったことを明かした。
その後、ゲームの開発元でありイベントの主催者であるライアットゲームズはこの件にかかわったDragonflyGamingとScarZの選手個人に数試合の出場停止ペナルティを科し、無断で機密情報の漏洩を行なったKINGDOMに対し出場停止処分を下した。またLJL：CSの本戦を当初の予定より1週間遅い2月25日に延期すると発表した。これら2チームには北米からアクセスして参戦していた選手がおり、北米からアクセスしていた選手2名は出場停止以外にも別のペナルティを科した。ただし、DragonflyGamingの替え玉疑惑については「第三者的に判断できる証拠がない」という理由で厳重注意処分にとどめた。ライアットゲームズが他のチームも調べたところ、海外のIPアドレスを用いていた選手がいたほか、Virtual Private Network（VPN）を用いて日本からのアクセスを装っていた選手もいた。
また、出場停止処分を受けたKINGDOMは無期限の活動休止を発表した。
この処分に対しては、ユーザー間で議論となったが、ライアットゲームズはGame Watchからの問い合わせに対して「仮決定の情報を漏えいし、度重なる取り下げ要請にも応じなかったため、罰せざるを得なかった」と答えている。
日本語版『League of Legends』は2016年3月1日にオープンβテストが始まったばかりであり、対戦するには北米のリーグサーバーを使用する必要があり、公平性の観点からLJLは日本国外からのアクセスによる参戦を禁止していた。
Game Watchは「日本から接続を行う場合タイムラグなしでプレイするには低いPingが必要である一方、北米から接続するとPingを200msから20msに下げる
ことができるため、「北米からの接続やVPNによる偽装を行えば大丈夫」と考えたチームマネージャーがいたのではないか。」とし、LJL本戦と異なり試合はすべてオンラインで行われる上、予選リーグを含めると参加者が膨大な数になるため、LJL:CSの参加者に対するチェックが不十分になってしまったのではないかとGame Watchは推測している。
その後、ライアットゲームズは初動対応に不備があったことを認め、再発防止に努めるとコメントした。

## 開発
ゲームの開発元であるライアットゲームズは、南カリフォルニア大学でのルームメイトだったBrandon "Ryze" BeckとMarc "Tryndamere" Merrillによって設立された。彼らは、Steve "Guinsoo" Feak（ウォークラフトIIIのカスタムマップとして有名なDotAをデザインした）、Steve "Pendragon" Mescon（DotAコミュニティのウェブサイトの管理者）と協力して『リーグ・オブ・レジェンド』を開発した。
DotAの元になる着想は1998年にStarCraftコミュニティのメンバーであるAeon64によって作られた"Aeon of Strife"と呼ばれるMODだった。ウォークラフトIIIとマップエディタが2002年にリリースされたのち、別のMOD製作者であるEulによってDotAが製作された。彼は"Aeon of Strife"を移植、拡張して"Defense of the Ancients"と名付けた。その後、GuinsooがDotAに多数のヒーロー、レシピとアイテム、様々な変更を追加したDotA Allstarsを製作した。Guinsooはライアットゲームズに入社しDotAの開発から離れ、DotAのMODはIceFrogに引き継がれた。
DotAの後継として、『ウォークラフトIII』の新たなMODではない、独自のエンジンを持つスタンドアローンのゲームというアイディアが2005年の終わりころに形づくられはじめた。DotAコミュニティのメンバーたちは、このゲームがとても面白く、新しいジャンルを作るほどに革新的であると信じ、機能とサービスを大きく拡張した専用のゲームがあるべきと考え、リーグ・オブ・レジェンドが誕生した。
ライアットゲームズは公式には2006年9月に開業し、2013年の時点では1000人以上がリーグ・オブ・レジェンドのために働いている。Marc Merrillによれば、新しいチャンピオンをゲームに追加するにあたり、数人のメンバーに委ねるのではなく、どのチャンピオンを追加するかを投票できる仕組みを通じて社内の全員に開かれるようにしているという。
リーグ・オブ・レジェンドは2008年10月7日に発表され、2009年4月10日から10月22日までクローズドベータが行われた。その後、リリースまでオープンベータに移行した。

## リリース
リーグ・オブ・レジェンドは2009年10月27日にリリースされた。ライアットゲームズはゲームの開発と、北アメリカにおけるサービスの運営を行っている。社はアジア、ヨーロッパ、北アメリカでの展開について契約し、2013年7月までにはオーストラリア、アメリカ、カナダ、ヨーロッパ、フィリピン、韓国で展開されている。
中国ではインスタントメッセンジャーソフトのテンセントQQで知られるテンセント社によって運営される。3億のユーザーを抱えるQQゲームポータルを通じてゲームが配信される。アメリカで開発されたゲームが直接中国で展開される数少ない例の一つとなっている。
ヨーロッパではまずGOAと国際ライセンス契約を結んだ。GOAはOrange社コンテンツ配信事業のゲーム部門で、ヨーロッパ最大のゲームポータルである。2009年10月13日、GOAとライアットゲームズはヨーロッパのプレイヤー向けにGOAのサーバへ配信を開始すると発表した。提携は続かず、2010年5月10日にライアットゲームズはヨーロッパでの配信と運営を引き継ぐと発表し、そのためにダブリンにヨーロッパ本社を設立した。
2010年7月16日、ライアットゲームズは東南アジアでGarenaがサービス提供することを発表した。また東南アジアのプレイヤーは、北アメリカやヨーロッパサーバーでのゲーム実績とともにアカウントを引き継げるようになった。台湾でも同じようにGarenaが配信を行っている。
2013年3月、ライアットゲームズはWindows版に加えてOS X版のクライアントのベータ版を公開した。クライアントはベータ版を抜け、OS X・macOSのプレイヤーもリーグに参加することができるようになった。
その後もライアットゲームズは多くの国に展開した。2012年にブラジル、トルコサーバーが開業、2013年にラテンアメリカ、ロシアサーバー、2016年には日本サーバーのベータが始まった。
2017年3月1日には、日本語版が正式に運用された。
しばらくの間、本作に参加している声優の情報は原則非公開とされていたが、2019年10月16日に開かれたイベント「LoL 10周年感謝祭」の会場にて情報が公開された。

## 派生作品

### ライアットゲームズ
- Teamfight Tactics（英語版）
- League of Legends: Wild Rift
- Legends of Runeterra（英語版）
- 2XKO（英語版）

### Riot Forge
リーグ・オブ・レジェンドの世界観を基として外部のインディースタジオが制作したシングルプレイヤーゲームを配信するパブリッシングレーベル。ライアットゲームズの大規模レイオフにより2024年に閉鎖した。
- ルインドキング：リーグ・オブ・レジェンド ストーリー（英語版） - 世界観を基にしたRPG[32]
- へクステックメイヘム：リーグ・オブ・レジェンド ストーリー（英語版）
- メイジシーカー：リーグ・オブ・レジェンド ストーリー（英語版）
- コンバージェンス：リーグ・オブ・レジェンド ストーリー（英語版）
- ヌヌの唄：リーグ・オブ・レジェンド ストーリー（英語版）
- バンドルテイル：リーグ・オブ・レジェンド ストーリー（英語版）

### アニメーション作品
- アーケイン - 全世界で放映されたアニメ作品。中国では中国語版主題歌の孤勇者が大ヒットした。